# Dennis Gorka
Dennis-Adam Gorka (* 3. April 2002 in Köln) ist ein deutscher Fußballspieler, der als Torwart eingesetzt wird. Er steht aktuell beim SV Rödinghausen unter Vertrag.

## Karriere

### Jugendfußball
Gorka begann das Fußballspielen beim SC Borussia Lindenthal-Hohenlind in Köln, ehe er  2016 in die Jugendabteilung des SC Fortuna Köln und 2017 in das Nachwuchsleistungszentrum von Fortuna Düsseldorf wechselte. Mit den Rheinländern bestritt er 24 Spiele in der B-Junioren-Bundesliga und 21 Spiele in der A-Junioren-Bundesliga.
Außerdem bestritt Gorka im Länderpokal vier Spiele für die U16- und U18-Auswahlmannschaften des Fußballverbands Niederrhein.

### Männer-Fußball
Im Jahr 2020 wechselte Gorka in den Herren-Bereich und gehörte nominell von 2020 bis 2024 zum Zweitligakader der Düsseldorfer, kam jedoch nicht zum Einsatz. Stattdessen lief er für die zweite Mannschaft in der Regionalliga West auf. Im Sommer 2024 endete sein Vertrag bei Fortuna Düsseldorf, woraufhin er zunächst vereinslos blieb.
Im September 2024 schloss sich Gorka dem Drittligisten SV Sandhausen an, bei dem er zunächst auch nur Reservist war. Zu seinem Profidebüt kam er in der Saison 2024/25 am 7. Dezember 2024 bei der 0:1-Auswärtsniederlage gegen Hansa Rostock. Nachdem sich Stammtorwart Timo Königsmann verletzt hatte, wurde Gorka für diesen in der 37. Minute eingewechselt. Nach der Saison und dem Abstieg des SVS wechselte er zum SV Rödinghausen.

## Erfolge
- Landespokal Baden-Sieger: 2025 mit SV Sandhausen